# Efecte d'ulls vermells

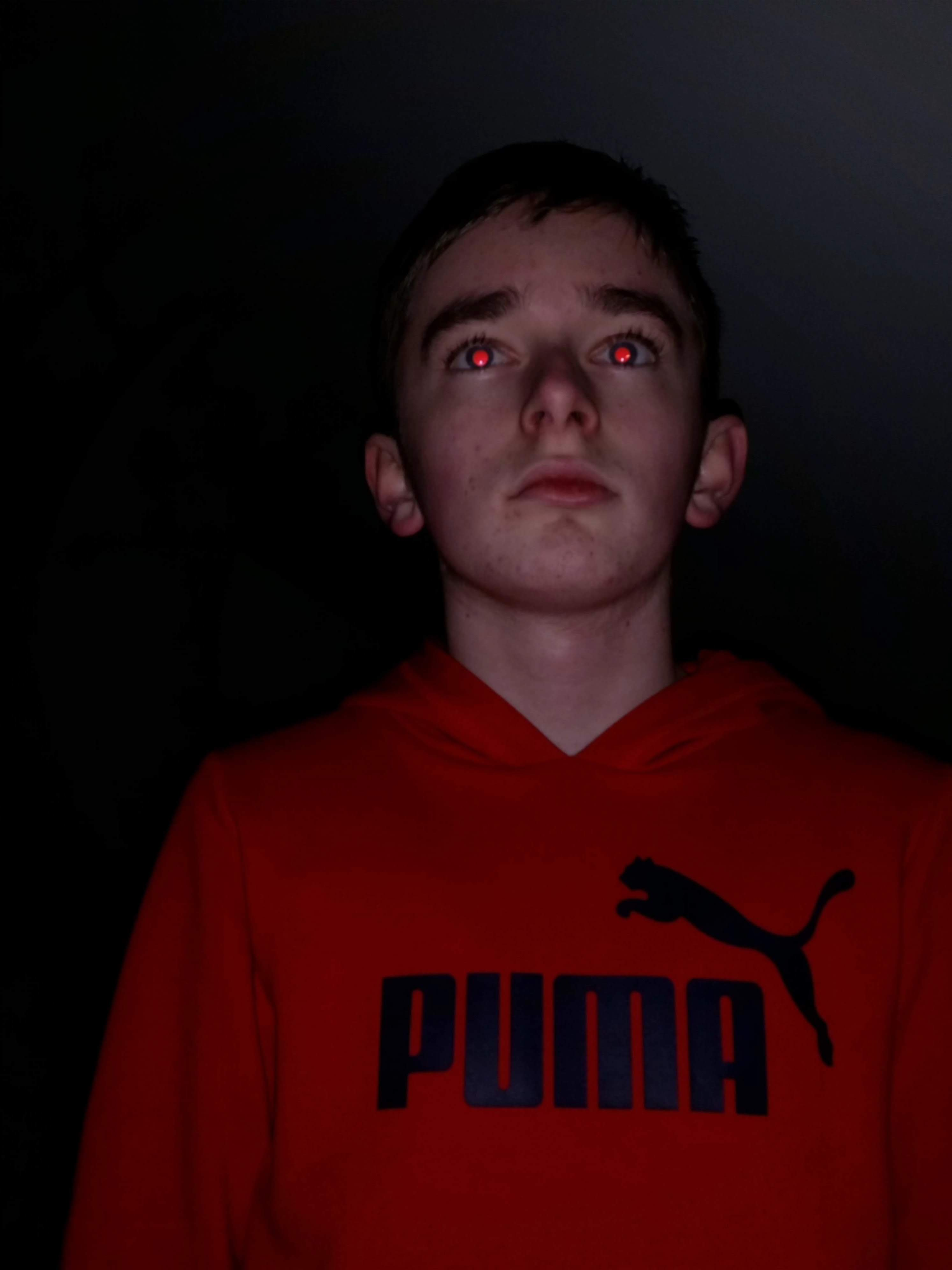
Fotografia en la qual es pot observar l'efecte d'ulls vermells.

L' efecte d'ulls vermells  consisteix en l'aparició de pupil·les vermelles en fotos realitzades amb flash situat prop de la lent de la càmera (cosa freqüent amb les càmeres compactes) i en ambients de poca llum.
Es produeix en virtut de la llum pròpia que aquest flaix dispara, en reflectir-se en la retina donarà com a resultat el color vermell. Aquest efecte és més acusat quan les persones fotografiades són d'ulls clars, ja que tendeix a la pupil·la més dilatada que les d'ulls foscos.

## Formes d'evitar-ho
Existeixen càmeres digitals que eviten tal problema. Per a això, al moment d'accionar l'obturador, la càmera s'efectua un breu tret del flaix que causa una contracció de la pupil·la, gairebé instantàniament, llança un segon tret del flaix, aquest sí orientat a crear la llum necessària per a fer la fotografia. De manera que, en produir la contracció pupil·lar, és menor la llum que, a instàncies del segon flaix, agredeix a la pupil·la, reduint així el reflex de llum que origina l'efecte d'ulls vermells.
Un truc casolà seria mirar fixament una estona a un focus de llum, i immediatament fer-se la foto, podria donar la pupil·la es tanqués i reduiria, fins i tot evitaria l'efecte d'ulls vermells.
Si no es disposa del dispositiu digital que evita, al moment de fer la fotografia, l'eliminació de l'efecte esmentat, existeixen programes d'edició capaços d'emplenar aquesta tasca, (de diverses prestacions i preus) com ara Photoshop d'Adobe, Picasa de Google o eines de codi obert com gimp. En general, cada càmera digital ve proveïda amb un programa natiu (dissenyat per a cada línia o model) que, entre altres funcions, assisteix a l'usuari en el sentit aquí descrit. 